# Головко Андрій Миколайович
Андрі́й Микола́йович Головко́ — молодший сержант Збройних Сил України, учасник російсько-української війни, який відзначився у ході російського вторгнення в Україну. Герой України (2023).

## Життєпис
Під час російського вторгнення в Україну в 2022 році служить у складі десантно-штурмових військ.
У лютому 2023 року він запобіг штурмовому маневру противника, виявивши в лісосмузі ворожий танк і знищивши його за допомогою ПТРК Javelin. Пізніше знищив сім одиниць броньованої техніки окупантів та екіпаж танка, чим зірвав наступ і змусив противника відійти.

## Нагороди
- Звання Герой України з врученням ордена «Золота Зірка» (20 листопада 2023) — за особисту мужність і героїзм, виявлені у захисті державного суверенітету та територіальної цілісності України, самовіддане служіння Українському народові[2].